# Wahlen 1953
◄◄ | ◄ | 1949 | 1950 | 1951 | 1952 | Wahlen 1953 | 1954 | 1955 | 1956 | 1957 | ► | ►►

Weitere Ereignisse
Folgende politische Wahlen fanden im Jahr 1953 statt:

## Afrika
- Parlamentswahl im Anglo-Ägyptischen Sudan 1953
- Wahlen in der Föderation von Rhodesien und Niasaland 1953
- Parlamentswahlen auf Mauritius 1953
- Am 15. April die Parlamentswahlen in Südafrika 1953
- Referendum in Südrhodesien 1953

## Amerika
- Am 10. August die Kanadische Unterhauswahl 1953

## Asien
- Parlamentswahl in Syrien 1953

## Europa

### Deutschland
- Bundestagswahl am 6. September
- Bürgerschaftswahl in Hamburg am 1. November

### Österreich
- Am 22. Februar die Landtagswahl im Burgenland 1953
- Am 22. Februar die Landtagswahl in der Steiermark 1953
- Am 22. Februar die Landtagswahl in Kärnten 1953
- Am 25. Oktober die Landtagswahl in Tirol 1953

### Dänemark
- Am 21. April die Reichstagswahlen (Landsting, Folketing)
- Am 28. Mai die Volksabstimmung über eine Verfassungsänderung
- Am 22. September die Folketingswahl (die erste nach der Verfassungsreform). Die Sozialdemokraten bleiben mit 74 von 179 Mandaten stärkste Fraktion im Folketing. Die Venstre erringt 42 Sitze, die Konservativen 30. Neuer Ministerpräsident wird Hans Hedtoft (1903–1955); er bildet eine sozialdemokratische Minderheitsregierung.

### Frankreich
- Am 26. April und 3. Mai Kommunalwahlen
- Am 17./23. Dezember die Präsidentschaftswahl in Frankreich 1953 → René Coty

### Weitere Länder
- Am 7. Juni die Parlamentswahlen in Italien 1953
- Am 12. Oktober die Parlamentswahl in Norwegen 1953
- Parlamentswahl in Island 1953
- Am 22. Dezember die Bundesratswahl 1953